# Blériot 125
Il Blériot 125, citato anche come Blériot Bl-125, era un aereo di linea bimotore ad ala alta realizzato dall'azienda francese di Louis Blériot, la Blériot Aéronautique, negli anni trenta e rimasto allo stadio di prototipo.
Caratterizzato da un'insolita configurazione con due fusoliere subalari destinate ai passeggeri, venne smantellato per non aver ottenuto la certificazione al volo.